# Bickensteg
Der Bickensteg ist eine Schrägseilbrücke von Wilhelm Tiedje mit Tragwerksplanung von Wolfhardt Andrä und Fritz Leonhardt im baden-württembergischen Villingen-Schwenningen aus dem Jahr 1972. Sie befindet sich unweit der Villinger Altstadt in der Nähe des Bahnhofs und überbrückt die Bahngleise.
Es ist eine asymmetrische Fußgängerbrücke, die auf der zur Innenstadt hin zugewandten Seite spiralförmig nach unten verläuft, weshalb sie inoffiziell auch Schneckenbrücke genannt wird. Die Schrägseilbrücke aus Betonfertigteilen und stählernen Seilen ist insgesamt 185 Meter lang und an der höchsten Stelle 7,50 Meter hoch. Sie hat eine Breite von 6,40 Metern und einen 21 Meter hohen Pylonen. Seit 2009 wurde die Brücke umfassend saniert, wobei unter anderem die Kunststoffgeländer durch Metallgeländer ersetzt wurden. 
Benannt wurde der Bickensteg nach dem gegenüberliegenden Bickentor und der Bickenkapelle, die sich am heutigen Standort der Brücke befand und im Zweiten Weltkrieg zerstört wurde. An sie erinnert ein Steinkreuz.